# Plankton-Paradoxon
Als Plankton-Paradoxon wird die Diskrepanz zwischen der erwarteten und der beobachteten Artenzahl von planktonischen Algen, dem Phytoplankton, in Süßwasser- und Meeresökosystemen bezeichnet.

## Beschreibung
Wasser ist ein homogenes Medium. In ihm leben Algenarten, die untereinander sehr ähnliche Bedürfnisse an abiotischen Ressourcen haben. Neben Licht benötigen sie Nährstoffe, im Wesentlichen Stickstoff, Phosphor und eine Reihe Metallionen, die meisten in extrem geringen Konzentrationen. Die Nährstoffkonzentrationen sind an den meisten Orten und zu den meisten Zeiten so gering, dass von einer starken Konkurrenz der Algenarten untereinander auszugehen ist. Das in der ökologischen Theorie fest verankerte Konkurrenzausschlussprinzip sagt  voraus, dass mehrere Arten, die untereinander dieselben Ressourcenbedürfnisse haben, nicht im gleichen Lebensraum miteinander koexistieren könnten; der stärkere Konkurrent würde den unterlegenen bis zum Aussterben verdrängen. Dennoch leben extrem viele, manchmal Hunderte, planktonische Algenarten im selben Wasserkörper.
Dieses scheinbare Paradoxon kann dadurch erklärt werden, dass die Grundannahmen des wissenschaftlichen Modells, die zu seiner Beschreibung herangezogen wurden, falsch oder unvollständig sind. Das Plankton-Paradoxon ist damit ein wichtiger Testfall für die ökologische Theorie, insbesondere die Modellierung von Konkurrenz im Allgemeinen und die Theorie der ökologischen Nische. Entsprechend wird es auch als Testfall für die Erklärung von Biodiversität in anderen Lebensräumen herangezogen. Eingeführt hat den Begriff Plankton-Paradoxon der amerikanische Limnologe und Ökologe George Evelyn Hutchinson im Jahr 1961. Zur möglichen Erklärung des Paradoxons existieren mehrere Theorien, die teilweise durch Labortests, Freilandexperimente oder Beobachtungsdaten in besonderen Fällen auch untermauert werden konnten. Diese lassen sich in mehrere Kategorien einteilen. Einige Theorien sagen voraus, dass die scheinbare Homogenität und Einfachheit des Systems eine Illusion sei, in Wirklichkeit existierten hier weitere Nischendimensionen, die den Arten eine Koexistenz ermöglichen. Andere Theorien beruhen darauf, dass das Konkurrenzausschlussprinzip nur im Gleichgewichtsfall gilt. Kommt das System nie ins Gleichgewicht (entweder aus externen oder auch aus intrinsischen Gründen), kann auch eine im Gleichgewichtsfall überlegene Art ihre Konkurrenten nicht verdrängen.

## Ressourcen und ihre Verhältnisse
Eine einflussreiche Theorie in der Pflanzenökologie, die „Resource-Ratio-Theorie“, betrachtet die möglichen Verhältnisse, wenn zwei (oder mehr) Arten um zwei (oder mehr) Ressourcen konkurrieren. Demnach können zwei Arten, die um zwei Ressourcen konkurrieren, dann stabil miteinander koexistieren, wenn für jede der Arten jeweils eine der Ressourcen limitierend ist. Jede der Arten senkt durch ihr Wachstum den Ressourcenspiegel im Lebensraum ab, bis ein minimaler Ressourcenlevel erreicht ist, der ihr gerade noch zum Überleben reicht. Die Art, die mit weniger der Ressource auskommt, gewinnt. Bei zwei Arten und zwei Ressourcen kann ein Wertebereich existieren (abhängig von den Ansprüchen der Arten und den Konzentrationen im Habitat), bei dem jede der Arten durch die jeweils andere Ressource daran gehindert ist, den Level soweit abzusenken, dass sie die andere Art auskonkurriert. Eine wesentliche Vorhersage der Theorie ist, dass durch diesen Mechanismus niemals die Zahl der Arten, die ein stabiles Gleichgewicht erreichen können, die Zahl der limitierenden Ressourcen übersteigen kann. In einfachen Laborexperimenten konnte gezeigt werden, dass sich Algenarten den Vorhersagen der Theorie gemäß verhalten können. Da in natürlichen Wasserkörpern die Zahl der Ressourcen, die das Wachstum limitieren können, weil ihr Angebot begrenzt ist, nur relativ gering ist, sind nach diesem Mechanismus nur sehr wenige miteinander koexistierende Arten direkt erklärbar. Die Arten können allerdings entlang eines Ressourcen-Gradienten so gegeneinander eingenischt sein, dass jeweils in einem schmalen Wertebereich jeweils eine davon konkurrenzüberlegen ist. Dadurch steigt in einem (räumlich oder zeitlich) heterogenen Lebensraum die Zahl der möglicherweise koexistierenden Arten an, auch wenn es für jeden Wertepunkt tatsächlich nur eine oder sehr wenige stabil koexistierende Arten gibt. Entscheidend für die Theorie ist, dass sie nur dann zur Koexistenz von Arten führt, wenn sich deren Stärken und Schwächen durch Trade-off-Effekte in gewisser Weise ausbalancieren.
Eine solche Entmischung anhand eines einzelnen Faktors wurde bei Planktonalgen beispielsweise für den Faktor Licht überzeugend nachgewiesen. In Meereslebensräumen koexistieren winzige photoautotrophe Cyanobakterien (früher: „Blaualgen“) der Gattung Synechococcus mit unterschiedlichen lichtabsorbierenden Pigmenten, die jeweils in anderen Wellenlängenbereichen am effektivsten arbeiten. Je nach Wassertiefe, Trübung und Inhaltsstoffen ist jeweils eine andere Art überlegen. Entgegen dem Anschein ist Wasser dabei kein homogenes Medium. Für unterschiedliche Frequenzen einwirkender Strahlung besitzt das Wassermolekül definierte Absorptionsmaxima, während dazwischenliegende Frequenzen nicht gefiltert werden und somit als Nischenräume wirken können.

## Interaktionen mit weiteren Arten
Die Aufteilung von Ressourcen unter mehreren Arten kann durch Interaktionen mit weiteren Arten auch auf andere Weise als durch Konkurrenz selbst modifiziert werden. Dieser Fall ist von einer Ressourcenaufteilung durch Konkurrenz im Prinzip nicht verschieden. Auch hier wird durch die hinzutretenden Arten der Nischenraum zwischen den Konkurrenten anders aufgeteilt, so dass der im einfachen, isolierten, Fall überlegene Konkurrent diese Überlegenheit nicht tatsächlich ausspielen kann. Dadurch erhält das System weitere Freiheitsgrade, in die es sich differenzieren kann. Wichtig ist insbesondere die Modifikation der Konkurrenzverhältnisse durch antagonistische Arten wie Räuber (Prädatoren) und Pathogene (Krankheitserreger). Innerhalb der Limnologie ist bereits seit Jahrzehnten bekannt, dass Fressfeinde des Phytoplanktons, vor allem das Zooplankton, die Algendichte soweit reduzieren können, dass vorher stark durch Algen getrübte Gewässer wieder klar werden. Die Konsumtionsrate der Algen durch das Zooplankton kann dabei viele Größenordnungen über dem Fraß von Landpflanzen durch ihre Pflanzenfresser liegen. Im Gegensatz zu Phytophagen von Landpflanzen sind viele Zooplankter relativ unspezifisch in der Auswahl ihrer Nahrung, so dass z. B. bei höherer Artenzahl der Algen diejenige der Zooplankter nicht ansteigt. Wichtig ist aber eine Differenzierung nach der Größe. Dadurch können große Phytoplankter mit kleinen Arten je nach Zooplanktondichte unterschiedlich gut konkurrieren. Eine lange unterschätzte Rolle spielen außerdem planktonische Bakterien und, insbesondere, Viren, deren Dichte und Biomasse diejenige der Algen um ein Mehrfaches übersteigen kann. Eine Rolle spielt unter Umständen auch die Präsenz der (relativ wenigen) toxischen Algenarten.

## Räumliche und zeitliche Heterogenität: Sukzession und Kompartimentierung
Eine wichtige Rolle bei der Koexistenz der Algenarten spielt es offensichtlich, dass die Umweltbedingungen in einem Wasserkörper nicht konstant sind. Sie ändern sich sowohl vorhersagbar im Jahresgang als auch unvorhersagbar und chaotisch durch Wetterphänomene. Eine unter einer bestimmten Faktorenkombination konkurrenzüberlegene Art muss sich normalerweise darauf einstellen, dass die Bedingungen, die sie fördern, nicht von Dauer sind. Sie werden wahrscheinlich durch Bedingungen abgelöst, die eine andere Art fördern. Für planktonische Arten mit ihren kurzen Generationszeiten sind dabei die Veränderungen im Jahreslauf in der Größenordnung vergleichbar mit Veränderungen im Lauf von Jahrhunderten oder Jahrtausenden für langlebige Organismen wie Waldbäume. Die gesetzmäßige und vorhersagbare Abfolge von Lebensgemeinschaften innerhalb eines Biotops wird in der Ökologie als Sukzession bezeichnet. Solche Sukzessionen, bei denen Arten im Jahresverlauf wellenartig aufeinander folgen, sind typisch für beinahe alle Arten von Gewässern. Während jeder Phase hat jeweils eine Art oder wenige Arten ein Maximum, durch das Vorhandensein der Arten vorausgehender oder folgender Phasen in geringerer Dichte steigt die Artenzahl stark an. Ein ähnlicher Mechanismus wurde nun auch für marine Bakteriengemeinschaften nachgewiesen. G.E. Hutchinson selbst war es, der zuerst darauf aufmerksam machte, dass die hohe Artenzahl hier vor allem damit zusammenhängen könnte, dass die Periode der Umweltschwankung und die Generationsdauer der Organismen in derselben Größenordnung sind. Sowohl kürzere wie auch längere Phasen würden den Konkurrenzausschluss wahrscheinlicher machen.
Neben der zeitlichen Abfolge scheint es überraschenderweise auch so etwas wie eine räumliche Kompartimentierung von Wasserkörpern zu geben. Stabile Wirbel und Fronten können längere Zeit, bis hin zu Wochen, stabil bleiben und verschiedene Wasserkörper so gegeneinander isolieren. Solche Wasserkörper mit jeweils unterschiedlichen Phytoplanktongemeinschaften wurden im Meer (wo sie vermutlich von besonderer Bedeutung sind) durch Fernerkundungsverfahren auch direkt nachgewiesen. Obwohl in jedem Gebiet durch geringe Umweltunterschiede (oder einfach per Zufall) nur eine oder wenige Arten dominant sind, kommt durch die schließlich eintretende Durchmischung eine hohe Vielfalt zustande.

## Systeme ohne Gleichgewicht: Chaos
Neben den bisher aufgeführten Modellen, denen gemeinsam ist, dass sie letztlich auf deterministischen Vorhersagen beruhen, gibt es ernstzunehmende Hinweise darauf, dass in Systemen aus zahlreichen Arten und zahlreichen Ressourcen unter Umständen gar kein Gleichgewichtszustand existiert, der nach noch so langer Zeit erreicht werden könnte. Es handelt sich möglicherweise um (deterministisch) chaotische Systeme. Deren Eigenschaften wurden von Jef Huisman und Franz J. Weissing in einer Serie von Arbeiten erforscht. Chaotische Systeme zeichnen sich dadurch aus, dass bereits kleine Veränderungen in den Anfangsparametern völlig verschiedene Systemzustände zur Folge haben, die das System letztlich unvorhersagbar machen. Chaos tritt bei Interaktionen weniger Arten nicht auf (in Lotka-Volterra-Modellen erst ab vier Arten, und hier nur in einem kleinen Parameterbereich) und wird daher in zu stark vereinfachenden Modellen übersehen. Unterliegen Systeme einer chaotischen Dynamik, ist ein Konkurrenzausschluss nicht (oder erst nach extrem langen Zeiträumen) zu erwarten. Problematisch ist es freilich, tatsächlich chaotische Systeme von „nur“ sehr komplizierten mit stochastischen Umweltschwankungen auch zu unterscheiden. Es gibt aber Hinweise darauf, dass sich natürliche Planktongemeinschaften tatsächlich chaotisch verhalten könnten. Auch einige Labor-Miniaturökosysteme („Mikrokosmen“) mit zahlreichen Arten liefen z. T. mehr als zehn Jahre unter konstanten Umweltbedingungen, ohne dass es zu einem Gleichgewichtszustand gekommen wäre.

## Systeme ohne Konkurrenz: Neutrale Theorie
Einige Modelle versuchen die Artenzahl dadurch zu erklären, dass sie schlicht und einfach die Tatsache bestreiten, dass das System durch Konkurrenz strukturiert wird. Ist die Konkurrenz als ordnendes Prinzip unwichtig oder nicht vorhanden, bedarf ihr Ausbleiben auch keiner besonderen Erklärung mehr. Diese sogenannte „neutrale Theorie“ ist vor allem durch den amerikanischen Ökologen Stephen P. Hubbell ausgearbeitet worden. Die neutrale Theorie wird entweder als tatsächliche Erklärung eingeführt oder sie dient nur als Nullmodell, um beschreiben zu können, wie ein hypothetisches Ökosystem ohne Konkurrenz aussähe. Nach der neutralen Theorie sind alle Arten gegeneinander gleichwertig. Demnach kann jede von ihnen einfach per Zufall häufiger oder seltener werden. Letztendlich wird jede Art nach (unter Umständen sehr) langen Zeiträumen durch eine Zufallsschwankung aussterben. Die neutrale Theorie kann leicht die Koexistenz zahlreicher Arten in jedem Lebensraum erklären. Allerdings sind zahlreiche ihrer anderen Vorhersagen in realen Plankton-Gesellschaften nicht zu beobachten. Sowohl der Artenwechsel als auch die Dominanzverhältnisse werden den meisten Forschern zufolge durch sie nicht richtig beschrieben.

## Schlussfolgerungen
Das Plankton-Paradox ist nach wie vor ein aktives und fruchtbares Forschungsfeld. Zurzeit sieht es so aus, dass es für seine Existenz nicht eine Erklärung gibt, sondern viele, die jeweils zum Teil und auf bestimmte Situationen bezogen „richtig“ sind. Obwohl es damit nicht eine vereinheitlichte Theorie gibt, ist es heute im Prinzip erklärbar, wie viele Arten mit ähnlichen Ansprüchen in einem Lebensraum koexistieren können. Die zahlreichen Erklärungsansätze sind allerdings bisher nicht in ihrer jeweiligen Bedeutung zueinander einschätzbar. Obwohl daher zahlreiche Forscher, und das jeweils mit guten Argumenten, für sich in Anspruch nehmen, das Problem gelöst zu haben, bestehen für jedes einzelne System nach wie vor zahlreiche Lösungsansätze nebeneinander, ohne dass klar wäre, welcher jeweils in diesem Fall relevant ist.